# Dolores Heredia
Dolores Heredia Lerma (La Paz, Baja California Sur: 6 de octubre de 1966) es una actriz y activista mexicana. En abril de 2017 fue elegida presidenta de la Federación Iberoamericana de Academias de Cine (Fiacine). De 2015 a 2017 presidió la Academia Mexicana de Artes y Ciencias Cinematográficas (AMACC).

## Biografía
Nació y creció en La Paz. Su nombre completo es "María de los Dolores Heredia Lerma" como puede constar en su actividad filantrópica. Es la séptima de los diez hijos de una fotógrafa sinaloense y un marinero guanajuatense. Empezó a hacer teatro de adolescente en La Paz y más tarde estudió arte dramático en el Centro Universitario de Teatro de la Universidad Nacional Autónoma de México un año, después la sacaron de la escuela por llegar constantemente tarde por causas de fuerza mayor. Se formó en un lugar independiente.
De octubre de 2015 a noviembre de 2017 fue presidenta de la Academia Mexicana de Artes y Ciencias Cinematográficas (AMACC), siendo sustituida por Ernesto Contreras.
En abril de 2017 fue elegida presidenta de la recién creada Federación Iberoamericana de Academias de Cine.
En 2024 formó parte de la Dirección Artística de la 44 Muestra Nacional de Teatro celebrada el La Paz, Baja California Sur del 07 al 16 de noviembre

## Premios
- Festival Internacional de cine de Amiens, Mejor actriz, Santitos, 1999.[3]
- Premios Ariel, nominada, Santitos, 1999.[3]
- Premios Ariel, nominada, Dos crímenes, 1995.[3]
- Festival de cine de Cartagena, Mejor Actriz, Santitos, 1999.
- Festival mexicano de cine de Guadalajara, Mejor Actriz, Conozca la cabeza de Juan Pérez, 2008.

## Filmografía

### Películas
- Pedro Paramo (2024)[8]
- Estoy todo lo iguana que se puede (2022)
- El Norte sobre el Vacío (2022)
- Sonora (2019)
- Chicuarotes (2019)
- Two Men in Town o La Voie de l'ennemi (2014)
- Bless me, ultima (2013)
- Get the Gringo (2012)
- Días de gracia (2011)[3]
- 180 grados (2010)
- Rock Marí (2009)
- El horno (cortometraje) (2009)
- Rudo y Cursi (2008)[3]
- Purgatorio (2008)
- Conozca la cabeza de Juan Pérez (2008)
- Enemigos íntimos (2008)
- El viaje de Teo (2008)
- Vantage Point (2008)
- Tr3s (cortometraje) (2007)
- Al final del día (cortometraje) (2007)
- Fuera del cielo (2006)
- Sexo, amor y otras perversiones 2 (2006)
- Cobrador: In God We Trust (2006)
- La mirada del adiós (cortometraje) (2006)
- Contracorriente (Mujer alabastrina) (2006)
- La historia del baúl rosado (2005)
- La mudanza (2003)
- Ciudades oscuras (2002)
- De la calle (2001)
- Santitos (1999)
- En el aire (1995)
- Dos crímenes (1995)
- Un pedazo de noche (cortometraje) (1995)
- Un hilito de sangre (1995)
- La hija del Puma (1994)
- Desiertos mares (1993)
- Vagabunda (1993)
- The Wrong Man (1993)
- Pueblo viejo (1993)
- Decisiones (cortometraje) (1993)
- De barro (cortometraje) (1992)
- El patrullero (1991)
- Sombra de ángel (cortometraje) (1991)
- Un cielo cruel y una tierra colorada (cortometraje) (1991)
- Pueblo de madera (1990)
- La otra orilla (cortometraje) (1990)

### Televisión
- La Liberación (2025)[9]
- Midnight Family (2024) ... Lety[10]
- Señorita 89 (2024).[11]
- El Galán (2022) ... Piedad[12]
- Asesino del olvido (2021) ... Nuri Herrera[13]
- Manual para Galanes[14][15] (2020-2021) ... Antonia
- Los pecados de Bárbara (2020) ..."La China"
- Aquí en la tierra (2018) ... Jazmín Correa
- Diablero (2018) ... Mamá Chabela
- Dinastía (2018) ... Isela Aristegui vda. de la Vega
- Las malcriadas (2017-2018) ... Juana Ortiz "Nita"
- El Chapo (2017) ... Gabriela Saavedra
- Sense8 (2016) ... Mamá de Lito
- Hasta que te conocí (2016) como Victoria Valadez[16]
- Caminos de Guanajuato (2015) ... Magdalena Lozada vda. de Rivero
- Hombre tenías que ser (2013-2014) ... Caridad Montemayor de Lomeli
- La ruta blanca (2012) como Esmeralda de Paz[17]
- Lucho en familia (2011)
- Deseo prohibido (2008)
- Capadocia (2008-2013)
- Marina (2006)
- Mujeres (2005)
- Cirque du Soleil Corteo(2005)
- Gitanas (2004)
- Suertuda gloria (2003)
- Vagabunda (1994)

## Premios y nominaciones

### Premios Produ
| Año  | Categoría                                                | Trabajo             | Resultado |
| ---- | -------------------------------------------------------- | ------------------- | --------- |
| 2017 | Actriz Principal- Serie, Superserie o Telenovela del Año | Hasta que te conocí | Nominada  |

## Filantropía
A pesar de contar con cierto perfil bajo, la actriz Dolores Heredia ha tenido cierta labor de filantropía mediante donativos hacia organización culturales. Algunos ejemplos que se han visto beneficiados con su ardua labor de apoyo son: 
- Academia Mexicana de Artes y Ciencias Cinematográficas, A.C.

## Actividad política
En un proceso electoral de 2016, la actriz participó como candidata para una diputación local por representación proporcional en la Ciudad de México a través del Movimiento de Regeneración Nacional (MORENA) para efectos del ejercicio 2017. Este proceso se realizó con el objetivo de integrar la Asamblea Constituyente de la Ciudad de México quedando asentado en la correspondiente publicación del Diario Oficial de la Federación (DOF).